# Tancrède (prénom)
Pour les articles homonymes, voir Tancrède.
Cette page présente le prénom Tancrède ainsi que ses variantes.
Tancrède est un prénom masculin

## Étymologie
C'est une forme savante basée sur le latin Tancredus, issu de l'anthroponyme germanique Thankrad ou Dankrad, formé des éléments germaniques danc « pensée »,, et rad « conseil »,.

## Variantes
- Tankrad
- Dankrad
- Tankred
- Tancred (anglais)
- Tancredi  (italien)
- Tancredo (espagnol/portugais)
- Tancredus (latin)

## Histoire
Le prénom est notamment attesté initialement dans la chanson des Niebelungen sous les formes Dankrat / Dankrad, comme autre manière de nommer Gibica. Il est par exemple porté comme prénom par un abbé de l'abbaye de Prüm (Allemagne), nommé Dankrad ou Tankrad (810-829). 
Il est peu répandu. Tombé en désuétude avant la fin du Moyen Âge, Tancrède s’éclipse des usages avant de revenir à la mode au XIXe siècle, puis de retomber en désuétude au XXe siècle et de revenir à la mode au XXIe siècle. Ce prénom sera introduit au XIe siècle dans le sud de l'Italie par les Normands.
On le retrouve dans les noms de familles normands Tanqueray, Tancray, Tanquerey et Tanqueret, ainsi que dans les toponymes Tancarville (Seine-Maritime, Tancardivilla 1100-1107, Tancartivillam 1105) et Trancrainville (Eure-et-Loir, Tancreville vers 1250) et peut-être Tancrémont en Belgique.